# Garreweer
Garreweer é uma aldeia holandesa pertencente ao município de Appingedam, na província de Groninga, com uma população estimada em noventa e cinco habitantes (2006).